# Librivox

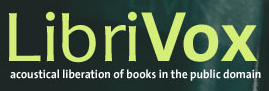
Librivox logotyp

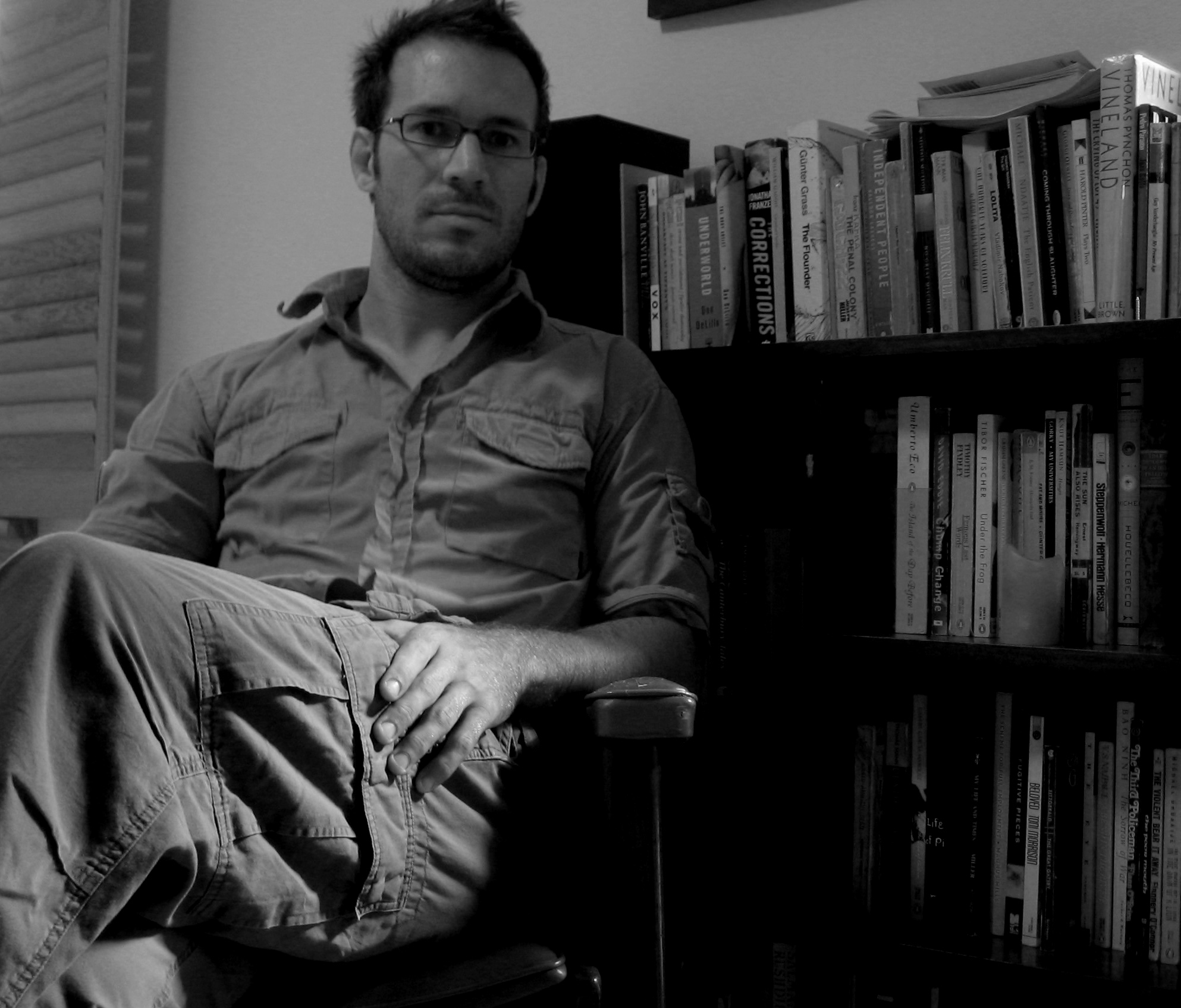
Hugh McGuire grundade Librivox 2005

LibriVox är en grupp volontärer över hela världen som spelar in texter som är public domain i USA och skapar ljudböcker för vilka inte heller de själva hävdar upphovsrätt. Ljudböckerna kan laddas ned gratis från deras webbplats och andra webbplatser. Librivox grundades 2005 av den Montrealbaserade författaren Hugh McGuire för att "Akustiskt befria böcker i public domain" och gruppens mål är "Att göra alla böcker i public domain tillgängliga gratis i ljudformat på Internet.".
De flesta ljudböckerna är på engelska, men det finns ljudböcker på många olika språk.
Librivox hämtar många av texterna från Project Gutenberg, och Internet Archive lagrar deras filer.
I slutet av 2020 hade gruppen sedan starten skapat 14 875 ljudböcker.

## Organisation
Gruppen har ingen budget och företräds inte av någon juridisk person. Projekten administreras genom ett internetforum.
År 2010 samlade gruppen in pengar genom en kampanj för att täcka utvecklingskostnader samt årliga driftskostnader för webbsidan på omkring $5 000 per år. Målet sattes till 20 000 dollar, vilket nåddes på 13 dagar. Insamlingen avslutades och Librivox föreslog att de som vill stödja projektet kan göra det genom att donera till projektets samarbetspartners Project Gutenberg och Internet Archive.